# 單環蛺蝶

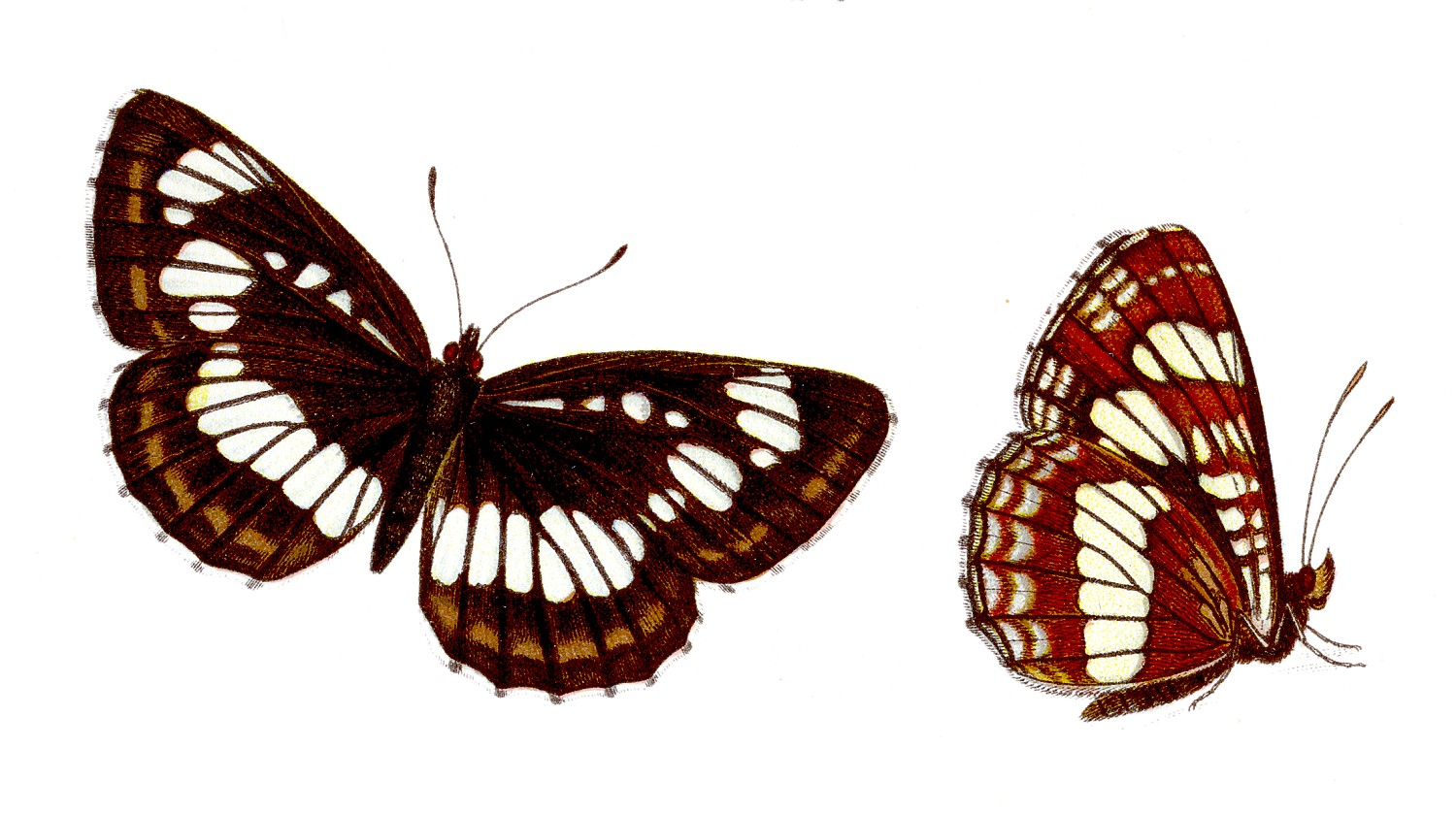

單環蛺蝶（學名：Neptis rivularis），是屬於蛺蝶科的一種蝴蝶。

## 描述
其翅膀展幅為25–27 毫米，前翅背面為黑色或黑褐色，帶有一列白色斑點；在該斑列與翅根之間，常有一個或多個較小的白色斑點。翅最外緣呈狹窄的白色。腹面為鐵銹色，其餘白色斑紋與背面相同。後翅背面亦為黑色或黑褐色，外緣為白色，並有一道半圓形、寬大的白色帶紋，僅被深色翅脈所分隔。腹面為鐵銹色，白色斑紋與背面一致，且該白色帶紋有黑色描邊。其外觀與小環蛺蝶極為相似。

## 分佈
此種分布於中歐與東歐、俄羅斯、中亞及遠東地區，最遠可至日本。

## 棲地
主要棲息於森林環境，幼蟲以繡線菊屬植物為食。